# Golden Globe per la migliore colonna sonora originale
Il Golden Globe per la migliore colonna sonora originale viene assegnato al miglior compositore o compositori di un film dalla HFPA (Hollywood Foreign Press Association). È stato assegnato per la prima volta nel 1948.

## Vincitori e candidati
L'elenco seguente mostra il vincitore di ogni anno, seguito dai compositori che hanno ricevuto una candidatura. Per ogni compositore viene indicato il film che gli è valso la candidatura (con il titolo in italiano e il titolo originale tra parentesi).

### 1940
- 1948
  - Max Steiner - Vita col padre (Life with Father)
- 1949
  - Brian Easdale - Scarpette rosse (The Red Shoes)

### 1950
- 1950
  - Johnny Green - L'Ispettore Generale (The Inspector General)
  - George Duning - Tutti gli uomini del re (All the King's Men)
- 1951
  - Franz Waxman - Viale del tramonto (Sunset Blvd.)
  - Leith Stevens - Uomini sulla Luna (Destination Moon)
  - Bronislau Kaper - L'indossatrice (A Life of Her Own)
- 1952
  - Victor Young - Accadde in settembre (September Affair)
  - Bernard Herrmann - Ultimatum alla Terra (The Day the Earth Stood Still)
  - Dimitri Tiomkin - La bambina nel pozzo (The Well)
- 1953
  - Dimitri Tiomkin - Mezzogiorno di fuoco (High Noon)
  - Miklós Rózsa - Ivanhoe
  - Victor Young - Un uomo tranquillo (The Quiet Man)

### 1960
- 1960
  - Ernest Gold - L'ultima spiaggia (On the Beach)
- 1961
  - Dimitri Tiomkin - La battaglia di Alamo (The Alamo)
  - Ernest Gold - Exodus
  - Johnny Green - Pepe
  - Alex North - Spartacus
  - George Duning - Il mondo di Suzie Wong (The World of Suzie Wong)
- 1962
  - Dimitri Tiomkin - I cannoni di Navarone (The Guns of Navarone)
  - Miklós Rózsa - El Cid
  - Harold Rome - Fanny
  - Miklós Rózsa - Il re dei re (King of Kings)
  - Elmer Bernstein - Estate e fumo (Summer and Smoke)
- 1963
  - Elmer Bernstein - Il buio oltre la siepe (To Kill a Mockingbird)
  - Maurice Jarre - Lawrence d'Arabia (Lawrence of Arabia)
  - Meredith Willson - Capobanda (The Music Man)
  - Bronislau Kaper - Gli ammutinati del Bounty (Mutiny on the Bounty)
  - Franz Waxman - Taras il magnifico (Taras Bulba)
- 1965
  - Dimitri Tiomkin - La caduta dell'Impero romano (The Fall of the Roman Empire)
  - Mikīs Theodōrakīs - Zorba il greco (Alexis Zorbas)
  - Laurence Rosenthal - Becket e il suo re (Becket)
  - Richard M. Sherman e Robert B. Sherman - Mary Poppins
  - Jerry Goldsmith - Sette giorni a maggio (Seven Days in May)
- 1966
  - Maurice Jarre - Il dottor Zivago (Doctor Zhivago)
  - Benjamin Frankel - La battaglia dei giganti (Battle of the Bulge)
  - Henry Mancini - La grande corsa (The Great Race)
  - Johnny Mandel - Castelli di sabbia (The Sandpiper)
  - Riz Ortolani - Una Rolls - Royce gialla (The Yellow Rolls-Royce)
- 1967
  - Elmer Bernstein - Hawaii
  - Toshirô Mayuzumi - La Bibbia (The Bible: In the Beginning...)
  - Maurice Jarre - Parigi brucia? (Paris brûle-t-il?)
  - Jerry Goldsmith - Quelli della San Pablo (The Sand Pebbles)
  - Francis Lai - Un uomo, una donna (Un homme et une femme)
- 1968
  - Frederick Loewe - Camelot
  - Leslie Bricusse - Il favoloso dottor Dolittle (Doctor Dolittle)
  - Elmer Bernstein - Millie (Thoroughly Modern Millie)
  - Henry Mancini - Due per la strada (Two for the Road)
  - Francis Lai - Vivere per vivere (Vivre pour vivre)
- 1969
  - Alex North - L'uomo venuto dal Kremlino (The Shoes of the Fisherman)
  - Richard M. Sherman e Robert B. Sherman - Citty Citty Bang Bang (Chitty Chitty Bang Bang)
  - John Barry - Il leone d'inverno (The Lion in Winter)
  - Nino Rota - Romeo e Giulietta
  - Krzysztof Komeda - Rosemary's Baby - Nastro rosso a New York (Rosemary's Baby)
  - Michel Legrand - Il caso Thomas Crown (The Thomas Crown Affair)

### 1970
- 1970
  - Burt Bacharach - Butch Cassidy (Butch Cassidy and the Sundance Kid)
  - Georges Delerue - Anna dei mille giorni (Anne of the Thousand Days)
  - Leslie Bricusse - Goodbye, Mr. Chips
  - Michel Legrand - Lieto fine (The Happy Ending)
  - Ernest Gold - Il segreto di Santa Vittoria (The Secret of Santa Vittoria)
- 1971
  - Francis Lai - Love Story
  - Alfred Newman - Airport
  - Frank Cordell - Cromwell - Nel suo pugno la forza di un popolo (Cromwell)
  - Leslie Bricusse, Ian Fraser e Herbert W. Spencer - La più bella storia di Dickens (Scrooge)
  - Michel Legrand - Cime tempestose (Wuthering Heights)
- 1972
  - Isaac Hayes - Shaft il detective (Shaft)
  - Gil Melle - Andromeda (The Andromeda Strain)
  - Michel Legrand - Le 24 Ore di Le Mans (Le Mans)
  - John Barry - Maria Stuarda Regina di Scozia (Mary, Queen of Scots)
  - Michel Legrand - Quell'estate del '42 (Summer of '42)
- 1973
  - Nino Rota - Il padrino (The Godfather)
  - Ron Goodwin - Frenzy
  - Quincy Jones - Getaway, il rapinatore solitario (The Getaway)
  - Michel Legrand - La signora del blues (Lady Sings the Blues)
  - John Williams - L'avventura del Poseidon (The Poseidon Adventure)
- 1974
  - Neil Diamond - Il gabbiano Jonathan Livingston (Jonathan Livingston Seagull)
  - Michel Legrand - Breezy
  - John Williams - Un grande amore da 50 dollari (Cinderella Liberty)
  - Georges Delerue - Il giorno del delfino (The Day of the Dolphin)
  - Alan Price - O Lucky Man (O Lucky Man!)
  - John Williams, Richard M. Sherman e Robert B. Sherman - Tom Sawyer
- 1975
  - Alan Jay Lerner e Frederick Loewe - Il piccolo principe (The Little Prince)
  - Jerry Goldsmith - Chinatown
  - John Williams - Terremoto (Earthquake)
  - Nino Rota - Il padrino - Parte II (The Godfather: Part II)
  - Paul Williams - Il fantasma del palcoscenico (Phantom of the Paradise)
- 1976
  - John Williams - Lo squalo (Jaws)
  - John Kander e Fred Ebb - Funny Lady
  - Maurice Jarre - L'uomo che volle farsi re (The Man Who Would Be King)
  - Charles Fox - Una finestra sul cielo (The Other Side of the Mountain)
  - Henry Mancini - La Pantera Rosa colpisce ancora (The Return of the Pink Panther)
- 1977
  - Paul Williams e Kenny Ascherv - È nata una stella (A Star Is Born)
  - Paul Williams - Piccoli gangsters (Bugsy Malone)
  - Bill Conti - Rocky
  - Robert B. Sherman e Richard M. Sherman - La scarpetta e la rosa (The Slipper and the Rose: The Story of Cinderella)
  - Lalo Schifrin - La nave dei dannati (Voyage of the Damned)
- 1978
  - John Williams - Guerre stellari (Star Wars)
  - John Williams - Incontri ravvicinati del terzo tipo (Close Encounters of the Third Kind)
  - Al Kasha e Joel Hirschhorn - Elliott, il drago invisibile (Pete's Dragon)
  - Barry Gibb, Maurice Gibb e Robin Gibb - La febbre del sabato sera (Saturday Night Fever)
  - Marvin Hamlisch - La spia che mi amava (The Spy Who Loved Me)
- 1979
  - Giorgio Moroder - Fuga di mezzanotte (Midnight Express)
  - Chuck Mangione - I figli di Sanchez (The Children of Sanchez)
  - Leonard Rosenman - Il Signore degli Anelli (The Lord of the Rings)
  - John Williams - Superman
  - Bill Conti - Una donna tutta sola (An Unmarried Woman)

### 1980
- 1980
  - Carmine Coppola e Francis Ford Coppola - Apocalypse Now (Apocalypse Now)
  - Henry Mancini - 10
  - Jerry Goldsmith - Alien
  - Lalo Schifrin - Amityville Horror (The Amityville Horror)
  - Carmine Coppola - Black Stallion (The Black Stallion)
  - Georges Delerue - Una piccola storia d'amore (A Little Romance)
  - Jerry Goldsmith - Star Trek (Star Trek - The Motion Picture)
- 1981
  - Dominic Frontiere - Professione pericolo (The Stunt Man)
  - Giorgio Moroder - American Gigolò (American Gigolo)
  - Lalo Schifrin - Competition (The Competition)
  - Michael Gore - Saranno famosi (Fame)
  - John Barry - Ovunque nel tempo (Somewhere in Time)
  - John Williams - L'Impero colpisce ancora (The Empire Strikes Back)
- 1983
  - John Williams - E.T. l'extra-terrestre (E.T. the Extra-Terrestrial)
  - Vangelis - Blade Runner
  - Giorgio Moroder - Il bacio della pantera (Cat People)
  - Dudley Moore - Niki (Six Weeks)
  - Henry Mancini e Leslie Bricusse - Victor Victoria
- 1984
  - Giorgio Moroder - Flashdance
  - Stewart Copeland - Rusty il selvaggio (Rumble Fish)
  - Giorgio Moroder - Scarface
  - Jerry Goldsmith - Sotto tiro (Under Fire)
  - Michel Legrand, Alan Bergman e Marilyn Bergman - Yentl
- 1985
  - Maurice Jarre - Passaggio in India (A Passage to India)
  - Mike Oldfield - Urla del silenzio (The Killing Fields)
  - Ennio Morricone - C'era una volta in America (Once Upon a Time in America)
  - John Williams - Il fiume dell'ira (The River)
  - Jack Nitzsche - Starman
- 1986
  - John Barry - La mia Africa (Out of Africa)
  - Quincy Jones - Il colore viola (The Color Purple)
  - Michel Colombier - Il sole a mezzanotte (White Nights)
  - Maurice Jarre - Witness - Il testimone (Witness)
  - David Mansfield - L'anno del dragone (Year of the Dragon)
- 1987
  - Ennio Morricone - Mission (The Mission)
  - Herbie Hancock - Round Midnight - A mezzanotte circa (Round Midnight)
  - Miles Goodman - La piccola bottega degli orrori (Little Shop of Horrors)
  - Maurice Jarre - Mosquito Coast (The Mosquito Coast)
  - Harold Faltermeyer - Top Gun
- 1988
  - Ryūichi Sakamoto, David Byrne e Cong Su - L'ultimo imperatore (The Last Emperor)
  - George Fenton e Jonas Gwangwa - Grido di libertà (Cry Freedom)
  - John Williams - L'impero del sole (Empire of the Sun)
  - Henry Mancini - Lo zoo di vetro (The Glass Menagerie)
  - Ennio Morricone - Gli intoccabili (The Untouchables)
- 1989
  - Maurice Jarre - Gorilla nella nebbia (Gorillas in the Mist: The Story of Dian Fossey)
  - John Williams - Turista per caso (The Accidental Tourist)
  - Peter Gabriel - L'ultima tentazione di Cristo (The Last Temptation of Christ)
  - Gerald Gouriet - Madame Sousatzka
  - Dave Grusin - Milagro (The Milagro Beanfield War)

### 1990
- 1990
  - Alan Menken - La sirenetta (The Little Mermaid)
  - John Williams - Nato il quattro luglio (Born on the Fourth of July)
  - Ennio Morricone - Vittime di guerra (Casualties of War)
  - David Grusin - I favolosi Baker (The Fabulous Baker Boys)
  - James Horner - Glory - Uomini di gloria (Glory)
- 1991
  - Ryūichi Sakamoto e Richard Horowitz - Il tè nel deserto (The Sheltering Sky)
  - Randy Newman - Avalon
  - John Barry - Balla coi lupi (Dances with Wolves)
  - Carmine Coppola - Il padrino - Parte III (The Godfather: Part III)
  - David Grusin - Havana
- 1992
  - Alan Menken - La bella e la bestia (Beauty and the Beast)
  - Zbigniew Preisner - Giocando nei campi del Signore (At Play in the Fields of the Lord)
  - Ennio Morricone - Bugsy
  - Patrick Doyle - L'altro delitto (Dead Again)
  - Dave Grusin - Giorni di gloria... giorni d'amore (For the Boys)
  - Michael Kamen - Robin Hood - Principe dei ladri (Robin Hood: Prince of Thieves)
- 1993
  - Alan Menken - Aladdin
  - Vangelis - 1492 - La conquista del paradiso (1492: Conquest of Paradise)
  - Jerry Goldsmith - Basic Instinct
  - John Barry - Charlot (Chaplin)
  - Trevor Jones e Randy Edelman - L'ultimo dei Mohicani (The Last of the Mohicans)
- 1994
  - Kitarō - Tra cielo e terra (Heaven & Earth)
  - Danny Elfman - Nightmare Before Christmas (The Nightmare Before Christmas)
  - Michael Nyman - Lezioni di piano (The Piano)
  - John Williams - Schindler's List - La lista di Schindler (Schindler's List)
  - Zbigniew Preisner - Tre colori: Film Blu (Trois couleurs: Bleu)
- 1995
  - Hans Zimmer - Il re leone (The Lion King)
  - Alan Silvestri - Forrest Gump
  - Elliot Goldenthal - Intervista con il vampiro (Interview with the Vampire)
  - James Horner - Vento di passioni (Legends of the Fall)
  - Mark Isham - Nell
- 1996
  - Maurice Jarre - Il profumo del mosto selvatico (A Walk in the Clouds)
  - James Horner - Braveheart - Cuore impavido (Braveheart)
  - Michael Kamen - Don Juan De Marco - Maestro d'amore (Don Juan DeMarco)
  - Alan Menken - Pocahontas
  - Patrick Doyle - Ragione e sentimento (Sense and Sensibility)
- 1997
  - Gabriel Yared - Il paziente inglese (The English Patient)
  - Alan Menken - Il gobbo di Notre Dame (The Hunchback of Notre Dame)
  - Elliot Goldenthal - Michael Collins
  - Marvin Hamlisch - L'amore ha due facce (The Mirror Has Two Faces)
  - David Hirschfelder - Shine
- 1998
  - James Horner - Titanic
  - Michael Nyman - Gattaca - La porta dell'universo (Gattaca)
  - Philip Glass - Kundun
  - Jerry Goldsmith - L.A. Confidential
  - John Williams - Sette anni in Tibet (Seven Years in Tibet)
- 1999
  - Burkhard von Dallwitz e Philip Glass - The Truman Show
  - Randy Newman - A Bug's Life - Megaminimondo (A Bug's Life)
  - Jerry Goldsmith - Mulan
  - Stephen Schwartz e Hans Zimmer - Il principe d'Egitto (The Prince of Egypt)
  - John Williams - Salvate il soldato Ryan (Saving Private Ryan)

### 2000
- 2000
  - Ennio Morricone - La leggenda del pianista sull'oceano
  - Thomas Newman - American Beauty
  - John Williams - Le ceneri di Angela (Angela's Ashes)
  - George Fenton - Anna and the King
  - Michael Nyman - Fine di una storia (The End of the Affair)
  - Jocelyn Pook - Eyes Wide Shut
  - Lisa Gerrard e Pieter Bourke - Insider - Dietro la verità (The Insider)
  - Angelo Badalamenti - Una storia vera (The Straight Story)
  - Gabriel Yared - Il talento di Mr. Ripley (The Talented Mr. Ripley)
- 2001
  - Hans Zimmer - Il gladiatore (Gladiator)
  - Marty Stuart, Kristin Wilkinson e Larry Paxton - Passione ribelle (All the Pretty Horses)
  - Rachel Portman - Chocolat
  - Ennio Morricone - Malèna
  - Maurice Jarre - Sunshine
  - Tan Dun - La tigre e il dragone (Wo hu cang long)
- 2002
  - Craig Armstrong - Moulin Rouge!
  - Lisa Gerrard e Pieter Bourke - Alì (Ali)
  - John Williams - A.I. - Intelligenza artificiale (A.I. Artificial Intelligence)
  - James Horner - A Beautiful Mind
  - Howard Shore - Il Signore degli Anelli - La Compagnia dell'Anello (The Lord of the Rings: The Fellowship of the Ring)
  - Angelo Badalamenti - Mulholland Drive (Mulholland Dr.)
  - Hans Zimmer - Pearl Harbor
  - Christopher Young - The Shipping News - Ombre dal profondo (The Shipping News)
- 2003
  - Elliot Goldenthal - Frida
  - Terence Blanchard - La 25ª ora (25th Hour)
  - Elmer Bernstein - Lontano dal paradiso (Far from Heaven)
  - Philip Glass - The Hours
  - Peter Gabriel - La generazione rubata (Rabbit-Proof Fence)
- 2004
  - Howard Shore - Il Signore degli Anelli - Il ritorno del re (The Lord of the Rings: The Return of the King)
  - Danny Elfman - Big Fish - Le storie di una vita incredibile (Big Fish)
  - Gabriel Yared - Ritorno a Cold Mountain (Cold Mountain)
  - Alexandre Desplat - La ragazza con l'orecchino di perla (Girl with a Pearl Earring)
  - Hans Zimmer - L'ultimo samurai (The Last Samurai)
- 2005
  - Howard Shore - The Aviator
  - Clint Eastwood - Million Dollar Baby
  - Jan A. P. Kaczmarek - Neverland - Un sogno per la vita (Finding Neverland)
  - Rolfe Kent - Sideways - In viaggio con Jack (Sideways)
  - Hans Zimmer - Spanglish
- 2006
  - John Williams - Memorie di una geisha (Memoirs of a Geisha)
  - Harry Gregson-Williams - Le cronache di Narnia - Il leone, la strega e l'armadio (The Chronicles of Narnia: The Lion, the Witch and the Wardrobe)
  - James Newton Howard - King Kong
  - Alexandre Desplat - Syriana
  - Gustavo Santaolalla - I segreti di Brokeback Mountain (Brokeback Mountain)
- 2007
  - Alexandre Desplat - Il velo dipinto (The Painted Veil)
  - Gustavo Santaolalla - Babel
  - Hans Zimmer - Il codice da Vinci (The Da Vinci Code)
  - Clint Mansell - The Fountain - L'albero della vita (The Fountain)
  - Carlo Siliotto - Nomad - The Warrior (Nomad)
- 2008
  - Dario Marianelli - Espiazione (Atonement)
  - Clint Eastwood - Grace Is Gone
  - Alberto Iglesias - Il cacciatore di aquiloni (The Kite Runner)
  - Howard Shore - La promessa dell'assassino (Eastern Promises)
  - Eddie Vedder, Michael Vedder e Kaki Vedder - Into the Wild - Nelle terre selvagge (Into the Wild)
- 2009
  - A.R. Rahman - The Millionaire (Slumdog Millionaire)
  - Alexandre Desplat - Il curioso caso di Benjamin Button (The Curious Case of Benjamin Button)
  - Clint Eastwood - Changeling
  - James Newton Howard - Defiance - I giorni del coraggio (Defiance)
  - Hans Zimmer - Frost/Nixon - Il duello (Frost/Nixon)

### 2010
- 2010
  - Michael Giacchino - Up
  - Marvin Hamlisch - The Informant!
  - James Horner - Avatar
  - Abel Korzeniowski - A Single Man
  - Karen O e Carter Burwell - Nel paese delle creature selvagge (Where the Wild Things Are)
- 2011
  - Trent Reznor e Atticus Ross - The Social Network
  - A. R. Rahman - 127 ore (127 hours)
  - Danny Elfman - Alice in Wonderland
  - Alexandre Desplat - Il discorso del re (The King's Speech)
  - Hans Zimmer - Inception
- 2012
  - Ludovic Bource - The Artist
  - Howard Shore - Hugo Cabret (Hugo)
  - Trent Reznor e Atticus Ross - Millennium - Uomini che odiano le donne (The Girl with the Dragon Tattoo)
  - Abel Korzeniowski - W.E. - Edward e Wallis (W.E.)
  - John Williams - War Horse
- 2013
  - Mychael Danna - Vita di Pi (Life of Pi)
  - Alexandre Desplat - Argo
  - Dario Marianelli - Anna Karenina
  - Tom Tykwer, Johnny Klimek e Reinhold Heil - Cloud Atlas
  - John Williams - Lincoln
- 2014
  - Alex Ebert - All Is Lost - Tutto è perduto (All Is Lost)
  - Alex Heffes - Mandela - La lunga strada verso la libertà (Long Walk to Freedom)
  - Steven Price - Gravity
  - John Williams - Storia di una ladra di libri (The Book Thief)
  - Hans Zimmer - 12 anni schiavo (12 Years a Slave)
- 2015
  - Jóhann Jóhannsson - La teoria del tutto (The Theory of Everything)
  - Alexandre Desplat - The Imitation Game 
  - Trent Reznor, Atticus Ross - L'amore bugiardo - Gone Girl (Gone Girl)
  - Antonio Sánchez - Birdman
  - Hans Zimmer - Interstellar
- 2016
  - Ennio Morricone - The Hateful Eight
  - Carter Burwell - Carol
  - Alexandre Desplat - The Danish Girl
  - Daniel Pemberton - Steve Jobs
  - Ryūichi Sakamoto e Alva Noto - Revenant - Redivivo (The Revenant)
- 2017
  - Justin Hurwitz - La La Land
  - Nicholas Britell - Moonlight
  - Jóhann Jóhannsson - Arrival
  - Volker Bertelmann e Dustin O'Halloran - Lion - La strada verso casa (Lion)
  - Pharrell Williams, Hans Zimmer e Benjamin Wallfisch - Il diritto di contare (Hidden Figures)
- 2018
  - Alexandre Desplat - La forma dell'acqua - The Shape of Water (The Shape of Water)
  - Carter Burwell - Tre manifesti a Ebbing, Missouri (Three Billboards Outside Ebbing, Missouri)
  - Jonny Greenwood - Il filo nascosto (Phantom Thread)
  - John Williams - The Post
  - Hans Zimmer - Dunkirk
- 2019
  - Justin Hurwitz - First Man - Il primo uomo (First Man)
  - Marco Beltrami - A Quiet Place - Un posto tranquillo (A Quiet Place)
  - Alexandre Desplat - L'isola dei cani (Isle of Dogs)
  - Ludwig Göransson - Black Panther
  - Marc Shaiman, Scott Wittman - Il ritorno di Mary Poppins (Mary Poppins Returns)

### 2020
- 2020
  - Hildur Guðnadóttir - Joker
  - Alexandre Desplat - Piccole donne (Little Women)
  - Randy Newman - Storia di un matrimonio (Marriage Story)
  - Thomas Newman - 1917
  - Daniel Pemberton - Motherless Brooklyn - I segreti di una città (Motherless Brooklyn)
- 2021
  - Trent Reznor, Atticus Ross e Jon Batiste - Soul
  - Trent Reznor e Atticus Ross - Mank
  - James Newton Howard - Notizie dal mondo (News of the World)
  - Alexandre Desplat - The Midnight Sky
  - Ludwig Göransson - Tenet
- 2022
  - Hans Zimmer - Dune
  - Alexandre Desplat - The French Dispatch of the Liberty, Kansas Evening Sun
  - Germaine Franco - Encanto
  - Jonny Greenwood - Il potere del cane (The Power of the Dog)
  - Alberto Iglesias - Madres paralelas
- 2023
  - Justin Hurwitz – Babylon
  - Carter Burwell – Gli spiriti dell'isola (The Banshees of Inisherin)
  - Alexandre Desplat – Pinocchio di Guillermo del Toro
  - Hildur Guðnadóttir – Women Talking - Il diritto di scegliere (Women Talking)
  - John Williams – The Fabelmans
- 2024
  - Ludwig Göransson – Oppenheimer
  - Jerskin Fendrix – Povere creature! (Poor Things)
  - Joe Hisaishi – Il ragazzo e l'airone (君たちはどう生きるか)
  - Mica Levi – La zona d'interesse (The Zone of Interest)
  - Daniel Pemberton – Spider-Man: Across the Spider-Verse
  - Robbie Robertson – Killers of the Flower Moon
- 2025
  - Trent Reznor e Atticus Ross – Challengers
  - Volker Bertelmann – Conclave
  - Daniel Blumberg – The Brutalist
  - Kris Bowers – Il robot selvaggio (The Wild Robot)
  - Clément Ducol e Camille – Emilia Pérez
  - Hans Zimmer – Dune - Parte due (Dune: Part Two)